# Orthobula marusiki
Espèce
Orthobula marusiki est une espèce d'araignées aranéomorphes de la famille des Trachelidae.

## Distribution
Cette espèce se rencontre au Gambie, en Côte d'Ivoire, au Burkina Faso, au Togo, au Nigeria, au Cameroun et en Centrafrique.

## Description
La femelle holotype mesure 2,39 mm et le mâle paratype 1,84 mm.

## Systématique et taxinomie
Cette espèce a été décrite par Haddad, Jin et Platnick en 2022.

## Étymologie
Cette espèce est nommée en l'honneur de Yuri M. Marusik.

## Publication originale
- Haddad, Jin & Platnick, 2022 : « A revision of the spider genus Orthobula Simon, 1897 (Araneae: Trachelidae) in the Afrotropical Region. I. Continental species. » Zootaxa, no 5133(3), p. 355-382.